# 加渡いづみ
加渡 いづみ（かど いづみ、1958年（昭和33年）12月 - ）は、日本の経営学者。四国大学短期大学部教授。
創価大学法学部法律学科卒業。四国大学大学院経営情報学研究科修了。徳島県徳島市出身。

## 経歴
損害保険会社の勤務を経て、中京大学国際教養学部・徳島大学全学共通教育センターなどの非常勤講師を歴任した。
2012年に四国大学短期大学部の講師に就任し、2017年に教授となる。

## 所属学会
- 日本消費者教育学会
- 日本FP学会
- 日本ビジネス実務学会
- 日本リメディアル教育学会
- 日本消費者政策学会

## 受賞
- 2005年 - 金融知識普及功績者表彰（金融庁長官・日本銀行総裁表彰）
- 2017年 - 消費者支援功労者表彰（内閣府特命担当大臣表彰）

## メディア出演
- おはようとくしま（四国放送テレビ）
- ゴジカル!（四国放送テレビ） - 金曜日コメンテーターとして出演中[3]